# زريقة (نبات)
زريقة واسمه العلمي (Herniaria hirsuta) هو عشب حولي صغير متمدد على الأرض. يستخدم في الطب التقليدي لعلاج التهاب الحلق وينتشر في شمال أفريقيا وأمريكا الشمالية وشبه الجزيرة العربية.